# Бохурт
Бохурт или бохорт је модеран спорт који је један вид мешовите борилачке вештине, у којем учесници опремљени у репликама средњовековних оклопа користе затупљено метално оружје у циљу обарања свог противника.
Учесници морају бити заштићени комплетно у оклопу са оружјем које је оцењено безбедно за коришћење у такмичењу, од стране судија које проверавају сваки комад опреме учесника и дају оцену да ли одређени учесник испуњава услове за улазак на такмичење.
Правила турнирских борби бохурта су посебно регулисана.

## Назив
Име бохурт потиче од старофранцуске речи behourd као једног од назива за средњовековни турнир (дословно „ударати”). Као званичан назив за спорт се популаризовао у Западној Европи. Синоними су такође „модерне витешке борбе” или „историјске средњовековне борилачке вештине”. Лаици често мешају термине са Свебор или Свибор борбама, али ова два термина означавају другачије типове борби са средњовековном тематиком, као и другачију филозофију саме борбе од оне у бохурту.

## Историја
Спорт је настао у Источној Европи. Мада су разне варијанте борби у оклопима постојале и раније, као у Америци (групе које су се бавиле ренесансним борбама), бохурт као потпун спорт је тек у Источној Европи постао јасно дефинисана борба људи у оклопима са металним оружјем.
У Русији, посебно, овај спорт је настајао 90-их од локалних историјских reenactment турнира чија је тематика била средњи век: локални reenactment турнири су лагано скупљали све више и више заинтересованих учесника, док се није створила такмичарска атмосфера која је била основа за спортски развој бохурта. Најпознатији турнири таквог типа су Времена и епохе у Москви или Гвоздени град из Изборске.
Бохурт се посебно као спорт популаризовао захваљујући интернационалном турниру Битка нација, која је организована у Кјотин Тврђави у Украјини 2009. године. Учесници су дошли из четири земље – Русије, Белорусије, Украјине и Пољске – које су учествовале као националне репрезентације. Од тада се Битка нација сматра светским такмичењем у којем учествују репрезентације земаља света. Битка нација се први пут одржала изван Источне Европе 2013. гоидне у Ег-Морту у Француској где су тимови из Западне Европе и Америке учествовали у већем броју. Од 2013. године постоји још једна интернационална организација која окупља бохурт борце, познатија као ИМЦФ.
Русија, као један од оснивача овог спорта, сматра се и земљом са најбољим тимовима и такмичарима, а иза ње обично следе Украјина, па Пољска, Белорусија или нека друга источноевропска земља по интернационалном систему рангирања.
Од десетогодишњице Битке нација у Смедереву, 2019. године, бохурт савез који организује Битку нација има око 40 земаља чланица. Уместо сваке године, као што се до сада организовало, Битка нација ће се организовати сваке друге године на некој од изабраних локација у Европи.

## Правила
Постоје посебна правила за дуеле и за групне борбе.
У дуеле спадају борба дугим мачевима, борба са мачем и штитом, борба са мачем и баклером, мањим металним штитом који покрива само шаку, триатлон, комбинација свих трију типова борбе, подељених по рундама, професионалне борбе које организује посебна организација за бохорт октагон борбе и борба хелебардама.
За разлику од спортског мачевања, где се иде на први бод, у бохурт дуелима се у одређеном временском интервалу броје ударци које дуелисти начине једни другима, по рунди.
Групне борбе, у зависности од броја учесника на неком догађају, одржавају се у разним величинама, нпр. 3 на 3, 5 на 5, 10 на 10, 12 на 12, 16 на 16, 30 на 30 и, ако је могуће, 150 на 150 и преко.
Групне борбе се раде у посебно ограђеном простору оивиченом металном или дрвеном оградом, раздвојеним од публике додатним празним простором, где помоћници учесника и судије могу да надгледају борбе. Најмање четири судије су потребне у контроли групних борби, и њихов посао је да контролишу такмичаре, спуштају доле оног ко је оборен и заустављају борбу ако је бројчаност једног тима неравноправно већа од другог, што се врло често дешава у односу 3 на 1. Групне борбе трају док не падну сви борци једног тима на земљу или их остане премало да постигну победу.
Постоји и посебна категорија софт бохурта за млађе од 18. година. Учесници ту користе сунђерасте мачеве, пластичне и гумене шлемове са тупферисаном опремом.
Универзална правила на свим турнирима јесте да је забрањено убадање оружјем, што одмах завређује дисквалификацију, а забрањено је и ударање у међуножје и где оклоп не покрива тело потпуно.

## Опрема
Опрему за бохурт чини посебно направљен оклоп од челика или његових легура, који је прављен према естетским правилима и стандардима из средњег века, тј. из периода од 13. до 17. века. Оклоп мора да одговара тачно једном периоду и региону са документованим и потврђеним археолошким налазима као доказима да се такав оклоп са одговарајућим оружјем користио на бојном пољу. За шлемове је обавезно правило да имају заштитну решетку преко лица, ако није документовано да је шлем имао историјску заштиту преко лица, тј. ако је био отворен у лицу, или у комбинацији са визиром, ако визир не покрива лице довољно.
Тежина оклопа се креће од 17 килограма, ако је рађен од специјалног титанијума, до преко 50 килограма, ако се користи обичан челик који не може да се кали. Тежина оклопа такође зависи и од пропорција човека коме се ради, типа оклопа и периода који оклоп представља.
Оклоп мора да штити цело тело и сваки учесник мора да буде потпуно покривен њиме; у супротном, учесник удаљава се са терена и није му дозвољено да се бори.
Оружје поштује стандарде тежине и у зависности од тога да ли се корисити за групну или дуелну борбу: постоје правила за тежину мачева, секира, дворучног оружја, хелебарди и осталог. Оружје мора бити затупљено на више од 2  ширине сечива. Штитови такође имају тежинско ограничење и морају бити покривени кожом или тканином.
За националне тимове или клубове је такође обавезно да имају своју табарду са грбом на турниру.
Оклопи и оружје се набављају од специјално сертификованих оклопара и оружара, са ценом која зависи од материјала и типа оклопа који се ради.

## Тренинзи
Бохурт се сматра једним од најтежих спортова у модерним спортским такмичењима јер захтева комбинацију велике издржљивости, кондиције и огромне снаге сваког учесника. Пошто је један од циљева у групним борбама обарање противника, познавање рвања, џудоа, теквондоа и сличних бацачких вештина даје огромну предност над неким ко није имао искуства у таквим вештинама. Такође, људи се окрећу и саветима из средњег века, па нпр. француски витез Боикаут из 15. века описује свој систем тренирања који се данас практикује на неким тренинзима бохурта. Кардио вежбе, кросфит, вежбе под теретом и теговима, понекад више пута на дан су неки од начина којима се припремају учесници пред бохурт турнире – наравно, уз редовне тренинге под оклопом.

## Повреде
Ризици од повреда у овом спорту су доста високи: на Битки нација у Риму 2018. године, око 80 учесника је пријавило разноврсне повреде, од контузија услед јаких удараца, до сломљених ребара и руку и, у једном случају, теже повреде кичме. Овакви ризици се смањују ригорозним мерама провере опреме од стране судија, као и заустављањима борби, дисквалификацијама агресивних учесника и кажњавањем превише агресивног понашања. И уз све пооштрене провере, ово је и даље врло суров спорт са високим ризиком повреда, па се многим почетницима дају озбиљни савети и припреме како да избегну повреде, посебно у групним борбама где их највише и има.

## Бохурт у Србији
Бохурт лига у Србији, која окупља љубитеље овог спорта, постоји од 2013. године, од првог састанка у Ваљеву, на ком су постављене основе функционисања лиге и ко ће бити капитен националне репрезентације за предстојећу Битку нација у Трогиру 2014. године. Тада је за капитена изабран Игор Ћосић.
У Србији је бохурт као спорт који функционише под окриљем интернационалних правила ушао 2014. године, са првим турниром у Лозници, Сунчаној Реци.
Од тада српска репрезентација учествује на свакој Битки нација, почевши од дебитовања у Трогиру у Хрватској 2014. године.
У Прагу, 2015. године, на тадашњој скупштини бораца је изгласан Александар Урошевић као нови капитен.
Године 2019. је Смедерево изабрано као град домаћин за десетогодишњицу Битке нација. Битка нација у Смедереву се сматра највише посећеном од свих Битки нација до сада, где је посетилаца било укупно 20.000, а учесника – 2.000. Репрезентација Србије је као домаћин добила пехар и награду као најбољи организатор Битке нација.
Од 2019. године, нови капитен репрезентације је Немања Апатовић.
Бохурт у Србији је поред Битке нација познат и по великом турниру у Манасији, који се организује од 2015. године, који посећује 50.000 посетилаца сваке године. Турнир у Манасији, познатији као Just Out, сматра се и једним од најпосећенијих средњовековних фестивала у Европи уопште.
Као највећи бохурт клубови, познати су Удружење за очување старих заната и вештина „Бели Орлови” које окупља борце из Београда и Ваљева, као и Бохурт клуб „Бели Вукови” из Сремских Карловаца и Новог Сада. Поред њих постоје још борци и удружења из Ниша, Врања, Јагодине, Крагујевца и осталих делова Србије.
Поред ових великих турнира у Србији се организују и доста мањи на локалним нивоима по општинама Сопот, Младеновац, Сталаћ, Ниш, Грачаница, итд.